# 8022 Scottcrossfield
8022 Scottcrossfield è un asteroide della fascia principale. Scoperto nel 1990, presenta un'orbita caratterizzata da un semiasse maggiore pari a 2,2914549 UA e da un'eccentricità di 0,0030710, inclinata di 3,41913° rispetto all'eclittica.